# 路德维希·迪尔斯
路德维希·迪尔斯（全名弗里德里希·路德维希·艾米尔·迪尔斯德語：（1874年9月24日—1945年11月30日））是德国植物学家。
他出生于汉堡的一个学者家庭，从1900年至1902年，他曾经到南非、爪哇、澳大利亚和新西兰旅行并搜集标本，第一次世界大战前还到过新几内亚，20世纪30年代到厄瓜多尔。他搜集了大量的完模标本，尤其是澳大利亚和厄瓜多尔的植物，丰富了许多新种，他关于茅膏菜科的专论至今仍然是最全面的。
他搜集的标本都保存在柏林植物园中，但都毁于第二次世界大战的战火中，他于1913年开始担任柏林植物园的副园长，1921年至去世前升任园长，他在柏林逝世。